# Olindo Iacobelli
Olindo Iacobelli (ur. 17 października 1945 roku) – włoski kierowca wyścigowy.

## Kariera
Iacobelli rozpoczął karierę w wyścigach samochodowych w 1982 roku od gościnnych startów we Francuskiej Formule 3, gdzie jednak nie zdobywał punktów. W późniejszych latach Włoch pojawiał się także w stawce World Sports-Prototype Championship, IMSA Camel Lights, 24-godzinnego wyścigu Le Mans, Sportscar World Championship oraz Global GT Championship.